# دوار أولاد امحمد (لهبارجة)
دوار أولاد امحمد هو دُوَّار يقع بجماعة عين لكداح، إقليم تاونات، جهة فاس مكناس في المملكة المغربية. ينتمي الدوّار لمشيخة لهبارجة التي تضم 21 دوار. يقدر عدد سكانه بـ 296 نسمة حسب الإحصاء الرسمي للسكان والسكنى لسنة 2004.

## روابط خارجية
- البوابة الوطنية للجماعات الترابية نسخة محفوظة 12 مارس 2018 على موقع واي باك مشين.
- المندوبية السامية للتخطيط